# オリヴァー・ツァウグ
オリヴァー・ツァウグ（オリヴァー・ツァウク）（Oliver Zaugg、1981年5月9日 - ）は、スイス、シュヴィーツ州ラッヘン出身の元自転車競技（ロードレース）選手。「オリバー・ザウグ」とも表記される。

## 経歴
2004年、サウニエル・ドゥバル＝プロディールと契約を結んでプロ転向。
- ジロ・デ・イタリア初出場、総合47位。

2007年、ゲロルシュタイナーに移籍。
- ブエルタ・ア・エスパーニャ初出場、総合15位。

2008年
- ブエルタ・ア・エスパーニャ総合11位。

2009年、リクイガスに移籍。
2011年、チーム・レオパード・トレックに移籍。
- ジロ・ディ・ロンバルディア優勝。ちなみに同レースを制するまで、プロのレースでは、ステージレースにおけるチームタイムトライアルでしか勝利実績がなかった。

2012年
- ジロ・ディ・ロンバルディア 8位

2016年引退。